# Gengo Hyakutake
Gengo Hyakutake (百武 源吾, Hyakutake Gengo) (28 janvier 1882 - 15 janvier 1976 ) est un amiral de la marine impériale japonaise.

## Biographie
Hyakutake est le fils d'un samouraï de rang inférieur du domaine de Saga. Son frère aîné, Saburō Hyakutake, est également amiral, et son frère cadet, Harukichi Hyakutake, est général dans l'armée impériale japonaise. Alors initialement destiné à une carrière dans l'agriculture, Hyakutake perd son frère aîné Kōji à cause d'une maladie et décide de poursuivre le désir de ce-dernier de faire une carrière dans la marine.
Hyakutake sort diplômé de la 30e promotion de l'académie navale impériale du Japon en 1902 et est nommé enseigne l'année suivante. Il sert sur l'Itsukushima (en) et le Mikasa durant la guerre russo-japonaise de 1904-05 et est sur le Mikasa durant la bataille de la mer Jaune. Par la suite, il est transféré sur le ravitailleur de sous-marins Karasaki (en) puis sur le cuirassé Fuji sur lequel il participe à la bataille de Tsushima. Il est promu sous-lieutenant en décembre 1905.
Après ce conflit, Hyakutake sert sur le croiseur Katori avec lequel il voyage jusqu'au Royaume-Uni. En septembre 1907, il est promu lieutenant. Il sort diplômé de l'école d'artillerie navale la même année. Servant sur le Takachiho (en) et l'Ikoma (en), il étudie à l'école navale impériale du Japon en 1910 et est promu lieutenant-commandant en décembre 1912. Il est ensuite envoyé aux États-Unis de mai 1915 à juin 1917, et est promu commandant en avril 1917. De retour au Japon, il sert comme instructeur à l'école navale impériale jusqu'en 1921. Après la guerre russo-japonaise, la marine impériale japonaise s'agrandit considérablement en prenant modèle sur la marine américaine qui est considérée comme son « ennemi théorique numéro un » et il y a une montée du sentiment anti-américain en politique. Hyakutake est un fervent opposant de cette tendance et en parle dans ses conférences à l'école navale impériale, insistant sur l'importance de continuer la coopération avec les États-Unis.
En décembre 1920, Hyakutake est promu capitaine et en décembre 1921, il reçoit le commandement du croiseur Tama. Celui-ci est affecté comme escorte du HMS Renown durant la visite du prince de Galles Édouard VIII au Japon, et entre en collision avec un charbonnier au large de Shimonoseki. Hyakutake est transféré à la tête du croiseur Kasuga en mars 1923 et rejoint l'État-major de la marine impériale japonaise en décembre de la même année.
En février 1925, Hyakutake est envoyé en France comme attaché naval et en juin de la même année, il est membre de la délégation japonaise à la Société des Nations. En décembre 1925, alors qu'il se trouve en France, il est promu contre-amiral et retourne au Japon en février 1926. À son retour, il continue d'enseigner à l'école navale impériale, de promouvoir le concept de désarmement, la coopération et les négociations internationales et entre ainsi en conflit avec la clique ultranationaliste et militariste du général Sadao Araki et les membres de la faction de la voie impériale. Ses relations avec le général Shigeru Honjō sont si tendues que Honjō refuse de lui parler ou de le rencontrer. Hyakutake est promu vice-amiral le 1er décembre 1930 et devient commandant de l'école navale impériale en 1932. En septembre 1933, il est transféré pour devenir commandant du district naval de Maizuru et en novembre 1934, il devient commandant-en-chef de la 3e flotte. Il devient commandant du district naval de Sasebo en décembre 1935 et commandant du district naval de Yokosuka en décembre 1936. Promu amiral le 1er avril 1937, Hyakutake devient conseiller naval le 26 avril 1938. Il est obstinément opposé à la guerre avec les États-Unis, et est forcé de se retirer en juillet 1942. En mars 1945, il est brièvement président de l'université impériale de Kyūshū.
Après la guerre, Hyakutake s'installe dans la préfecture de Shizuoka où il devient fermier. Il meurt en 1976 à l'âge de 91 ans.